# Wiktor Masicz
Wiktor Grigorjewicz Masicz (ros. Виктор Григорьевич Масич, ur. 2 lipca?/15 lipca 1917 w Chabarowsku, zm. 19 sierpnia 1947 w obwodzie moskiewskim) – radziecki lotnik wojskowy, Bohater Związku Radzieckiego (1940).

## Życiorys
Urodził się w ukraińskiej rodzinie robotniczej. Skończył 10 klas, pracował jako szofer, od 1936 służył w Armii Czerwonej, w 1939 ukończył Kaczyńską Wojskową Wyższą Szkołę Lotniczą Pilotów. Uczestniczył w wojnie z Finlandią 1939-1940 jako nawigator eskadry 68 pułku lotnictwa myśliwskiego 13 Armii Frontu Północno-Zachodniego, wyróżnił się w walkach o Przesmyk Karelski, gdzie wykonał 53 loty bojowe, a w walkach powietrznych strącił osobiście 4 samoloty wroga. Po zakończeniu wojny z Finlandią nadal służył w lotnictwie, od 1941 należał do WKP(b), od czerwca 1941 brał udział w wojnie z Niemcami, m.in. na Froncie Zachodnim jako zastępca dowódcy eskadry, do wiosny 1942 strącił 8 samolotów wroga, w tym jeden taranując. W 1943 ukończył Wojskową Akademię Sił Powietrznych i podjął pracę w Naukowo-Badawczym Instytucie Sił Powietrznych Armii Czerwonej jako pilot doświadczalny, testując nowe modele samolotów. 3 sierpnia 1947 brał udział w paradzie lotniczej w Tuszynie. Zginął podczas wykonywania próbnego lotu.

## Odznaczenia
- Złota Gwiazda Bohatera Związku Radzieckiego (7 kwietnia 1940)
- Order Lenina (1940)
- Order Wojny Ojczyźnianej I klasy (pośmiertnie w 1947)
- Order Wojny Ojczyźnianej II klasy (1945)
- Order Czerwonej Gwiazdy (1941)

I medale.